# Ăn mòn điện hóa

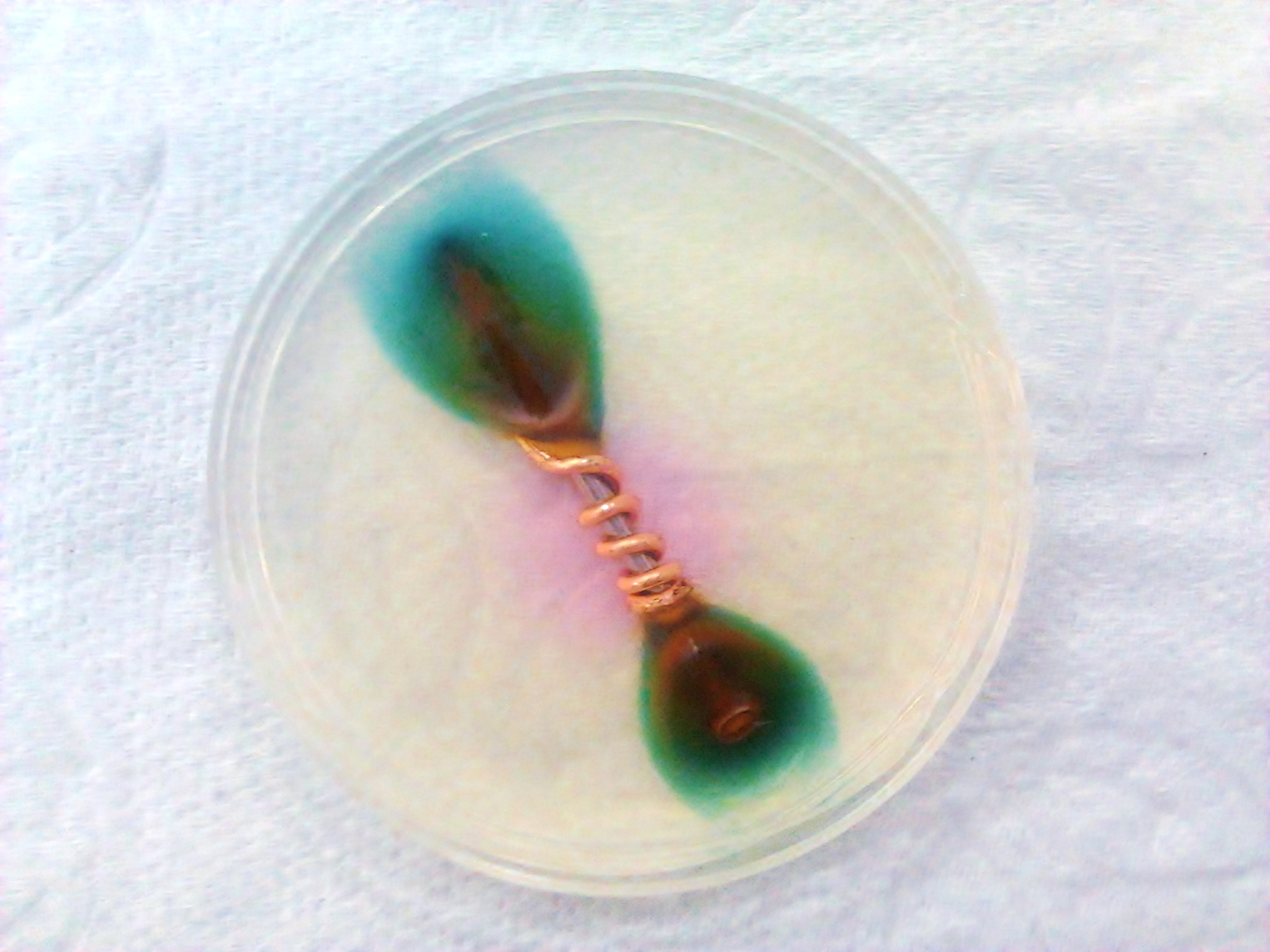
Một đinh sắt quấn trong dây đồng cho thấy sự ăn mòn điện hóa của sắt; chất chỉ thị ferroxyl hiển thị các chỉ thị hóa học có màu của hai loại ion sắt Fe^{3+} và Cu^{2+} khuếch tán qua môi trường thạch ẩm

Ăn mòn điện hóa học hay thường gọi là ăn mòn điện hóa là hình thức ăn mòn kim loại trong đó một kim loại bị ăn mòn khi nó tiếp xúc với một kim loại khác với sự có mặt của chất điện li. Đây là một trong hai hình thức ăn mòn kim loại (phân loại theo cơ chế ăn mòn), hình thức kia là ăn mòn hóa học.

## Cơ chế
Quá trình ăn mòn điện hoá là quá trình hình thành pin điện hoá, trong đó cực bị ăn mòn là cực Anode, cực còn nhận điện tử là cực Cathode.
Cơ chế ăn mòn điện hoá là cơ chế quá trình Oxy hoá khử: phản ứng oxy hoá xảy ra ở bề mặt Anode; phản ứng khử xáy ra ở bề mặt Cathode. Tại Anode kim loại bị mất điện tử, kim loại do đó chuyển thành ion và hoà tan vào dung dịch – đây là quá trình ăn mòn. Điện tử bị mất tại Anode di chuyển qua Cathode và “bù” vào ion tại đây. Các phản ứng nhận điện tử có thể gồm quá trình khử các ion Hydro được tạo thành trong dung dịch điện ly. Trường hợp dung dịch có nhiều tạp chất như {\displaystyle {\ce {CO_3^{2-}, HCO3^-, HS^-, S^2-}}}vv…. quá trình khử cũng diễn ra tương tự.

## Điều kiện ăn mòn
Để xảy ra ăn mòn điện hoá cần có các điều kiện sau:
- Cực anode và cathode.
- Môi trường điện ly.
- Sự dẫn điện của các cực.

## Phòng tránh
Quy tắc chung để phòng tránh ăn mòn điện hóa là bảo vệ kim loại tránh tiếp xúc với dung dịch chất điện li hoặc sử dụng các kim loại hoạt động mạnh hơn để bảo vệ kim loại hoạt động yếu hơn.
Các phương pháp là:
- Bao phủ bề mặt bằng sơn hoặc mạ.
- Sử dụng kim loại hoạt động mạnh hơn để "hy sinh" cho kim loại cần bảo vệ (Anode hy sinh).
- Sử dụng dùng cưỡng bức thay đổi thế điện cực lên Cathode.
- Sử dụng các chất hoạt động bề mặt nhằm cô lập các Cathode và Anode.